# لويد جي. اندروز
لويد جي. اندروز هو سياسي أمريكي، ولد في 26 أغسطس 1920 في دوتون في الولايات المتحدة، وتوفي في 7 أكتوبر 2014 في سكوتسديل في الولايات المتحدة. نشط حزبياً في الحزب الجمهوري. وقد انتخب عضو مجلس نواب واشنطن ‏.